# Fußball-Verbandsliga Niedersachsen 1990/91
Die Verbandsliga Niedersachsen 1990/91 war die 42. Spielzeit der höchsten Amateurklasse im Niedersächsischen Fußballverband. Sie war eine Ebene unterhalb der drittklassigen Oberliga Nord angesiedelt und wurde in einer Staffel ausgetragen. Sieger wurde zum dritten Mal Kickers Emden.

## Vereine
Im Vergleich zur Saison 1989/90 war der TuS Esens nach einer Spielzeit wieder aus der Oberliga Nord abgestiegen, während der TuS Celle und Eintracht Nordhorn aufgestiegen waren. Die beiden Absteiger ASC Nienburg und die Amateurmannschaft von Hannover 96 hatten die Verbandsliga verlassen und wurden durch die drei Aufsteiger TuS Lingen, MTV Gifhorn (beide Wiederaufstieg nach einer Spielzeiten) und SV Wilhelmshaven (erstmals in der höchsten niedersächsischen Amateurliga) ersetzt.
| Verein                          | Stadt             | Landkreis        | Qualifikation                      |
| ------------------------------- | ----------------- | ---------------- | ---------------------------------- |
| TuS Esens                       | Esens             | Wittmund         | Absteiger aus der Oberliga Nord    |
| VfR Osterode 08                 | Osterode am Harz  | Osterode am Harz | 2. Platz 1989/90                   |
| Kickers Emden                   | Emden             |                  | 4. Platz 1989/90                   |
| SpVg Aurich                     | Aurich            | Aurich           | 5. Platz 1989/90                   |
| SpVgg Preußen Hameln            | Hameln            | Hameln-Pyrmont   | 6. Platz 1989/90                   |
| Lüneburger SK                   | Lüneburg          | Lüneburg         | 7. Platz 1989/90                   |
| Friesen Hänigsen                | Uetze             | Hannover         | 8. Platz 1989/90                   |
| TSV Verden                      | Verden (Aller)    | Verden           | 9. Platz 1989/90                   |
| VfV Hildesheim                  | Hildesheim        | Hildesheim       | 10. Platz 1989/90                  |
| SC Harsum                       | Harsum            | Hildesheim       | 11. Platz 1989/90                  |
| Eintracht Braunschweig Amateure | Braunschweig      |                  | 12. Platz 1989/90                  |
| SV Atlas Delmenhorst            | Delmenhorst       |                  | 13. Platz 1989/90                  |
| Blau-Weiß Lohne                 | Lohne (Oldenburg) | Vechta           | 14. Platz 1989/90                  |
| MTV Gifhorn                     | Gifhorn           | Gifhorn          | Aufsteiger aus der Landesliga Ost  |
| TuS Lingen                      | Lingen (Ems)      | Emsland          | Aufsteiger aus der Landesliga West |
| SV Wilhelmshaven                | Wilhelmshaven     |                  | Aufsteiger aus der Landesliga West |

## Saisonverlauf
Die Meisterschaft und Teilnahme an der Aufstiegsrunde zur Oberliga Nord sicherte sich Kickers Emden. Als Zweit- und Drittplatzierter durften der TuS Lingen und Blau-Weiß Lohne ebenfalls teilnehmen. Emden konnte sich durchsetzen und stieg somit auf. Die Mannschaften auf den beiden letzten Plätzen mussten absteigen. Der SV Wilhelmshaven und der MTV Gifhorn verließen die Liga nach einer Spielzeit wieder.

### Tabelle
| Pl.               | Verein                          | Sp. | S  | U  | N  | Tore    | Diff. | Punkte |
| ----------------- | ------------------------------- | --- | -- | -- | -- | ------- | ----- | ------ |
| 1.                | Kickers Emden                   | 30  | 16 | 9  | 5  | 052:340 | +18   | 41:19  |
| 2.                | TuS Lingen (N)                  | 30  | 15 | 8  | 7  | 045:350 | +10   | 38:22  |
| 3.                | Blau-Weiß Lohne                 | 30  | 14 | 5  | 11 | 066:470 | +19   | 33:27  |
| 4.                | Lüneburger SK                   | 30  | 14 | 5  | 11 | 047:380 | +9    | 33:27  |
| 5.                | TSV Verden                      | 30  | 13 | 7  | 10 | 052:460 | +6    | 33:27  |
| 6.                | VfR Osterode 08                 | 30  | 11 | 11 | 8  | 042:360 | +6    | 33:27  |
| 7.                | SpVg Aurich                     | 30  | 9  | 11 | 10 | 046:460 | ±0    | 29:31  |
| 8.                | Eintracht Braunschweig Amateure | 30  | 11 | 7  | 12 | 043:480 | −5    | 29:31  |
| 9.                | SpVgg Preußen Hameln            | 30  | 9  | 10 | 11 | 038:390 | −1    | 28:32  |
| 10.               | SV Atlas Delmenhorst            | 30  | 7  | 14 | 9  | 032:330 | −1    | 28:32  |
| 11.               | TuS Esens (A)                   | 30  | 9  | 10 | 11 | 037:450 | −8    | 28:32  |
| 12.               | Friesen Hänigsen                | 30  | 9  | 9  | 12 | 046:510 | −5    | 27:33  |
| 13.               | SC Harsum                       | 30  | 6  | 15 | 9  | 034:390 | −5    | 27:33  |
| 14.               | VfV Hildesheim                  | 30  | 10 | 5  | 15 | 041:500 | −9    | 25:35  |
| 15.               | SV Wilhelmshaven (N)            | 30  | 7  | 11 | 12 | 036:490 | −13   | 25:35  |
| 16.               | MTV Gifhorn (N)                 | 30  | 8  | 7  | 15 | 036:570 | −21   | 23:37  |
| Stand: Saisonende |                                 |     |    |    |    |         |       |        |

| (M) | Staffelsieger der Verbandsliga Niedersachsen 1989/90 |
| (A) | Absteiger aus der Oberliga Nord 1989/90              |
| (N) | Aufsteiger aus der Landesliga Niedersachsen 1989/90  |